# Kołpaczek pośredni

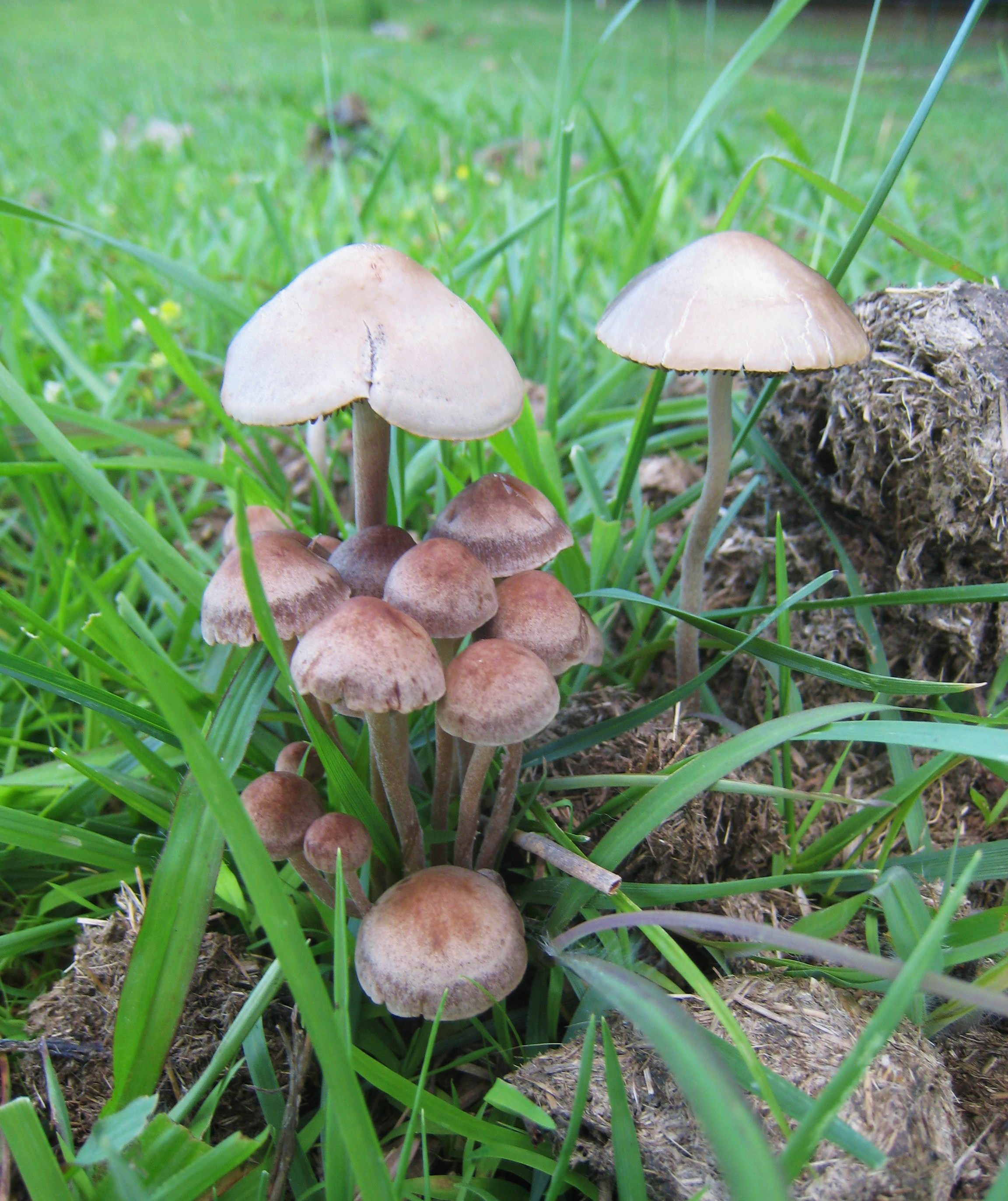

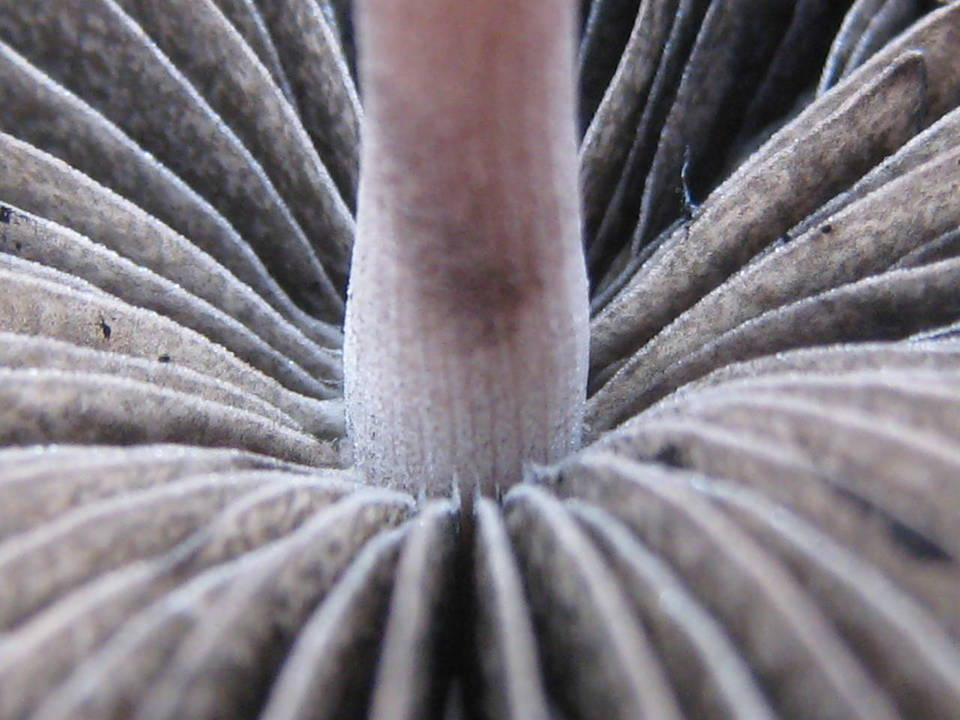

Kołpaczek pośredni (Panaeolus cinctulus (Bolton) Sacc.) – gatunek grzybów należący do rzędu pieczarkowców (Agaricales).

## Systematyka
Pozycja w klasyfikacji według Index Fungorum: Galeropsidaceae, Agaricales, Agaricomycetidae, Agaricomycetes, Agaricomycotina, Basidiomycota, Fungi.
Gatunek Panaeolus cinctulus został zdiagnozowany taksonomicznie przez Jamesa Boltona (jako Agaricus cinctulus) w suplemencie do An History of Funguses, Growing about Halifax z 1792 r. W 1887 r. Pier Andrea Saccardo przeniósł go do rodzaju Panaeolus. Synonimy:

- Agaricus cinctulus Bolton 1792
- Agaricus fimicola var. cinctulus (Bolton) Cooke 1883
- Coprinus cinctulus (Bolton) Gray 1821
- Panaeolus dunensis Bon & Courtec. 1983
- Panaeolus fimicola var. cinctulus (Bolton) Rea 1922[2].

## Morfologia
Kapelusz
O pokroju półkulistym lub wypukłym, przeważnie z garbkiem w centrum, średnicy 1–5 (do 8) cm, barwy cielisto-brązowawej, silnie higrofaniczny, blaknący od szczytu i z jaśniejszym brzegiem, co powoduje tworzenie się ciemniejszej strefy pomiędzy nimi. Pokryty suchą, gładką, pomarszczoną lub jamkowatą, komórkową skórką, bez pozostałości osłony.
Hymenofor
Blaszkowy, blaszki przyrośnięte do trzonu, o regularnej tramie, u dojrzałych owocników czarniawe, niejednolicie zabarwione, plamiste z powodu niejednoczesnego dojrzewania zarodników.
Trzon
Średnicy 0,4–0,6 cm, barwy cielisto-brązowawej lub czerwono-brązowawej, na całej powierzchni lekko oszroniony.
Cechy mikroskopowe
Wysyp zarodników czarny. Zarodniki nieco rombowe, lekko spłaszczone, o wymiarach 11–14 × 7,5–10 × 7–8 μm i gładkiej powierzchni, z porą rostkową. Podstawki 2–4 zarodnikowe.

## Zasięg występowania i siedlisko
Opisano występowanie w Ameryce Północnej i niektórych krajach Europy. W Polsce do 2003 r. był nieznany, w 2014 r. podano jego stanowisko w Biebrzańskim Parku Narodowym.
Grzyb koprofilny rozwijający się bezpośrednio na odchodach, zwłaszcza końskich, na zawierających je terenach, polach i parkach. Owocnikowanie trwa od maja do października, owocniki często wyrastają kępkowo.

## Znaczenie
Owocniki są toksyczne dla człowieka, zawierają psylocybinę.